# Tyana Rendič
Tyana Rendič, slovenska filmska ustvarjalka in umetnica.
Deluje na področju videa in novih medijev. Aktivna je kot režiserka, scenaristka, montažerka in producentka. Njena dela pogosto raziskujejo osebne, psihološke in družbene teme. Trenutno je zaposlena kot montažerka in video producentka v medijskem podjetju PRO Plus.

## Izobraževanje in ustvarjalno ozadje
Odrasla je v Ljubljani, kjer je svojo strast do filma razvila že med učenjem na Srednji medijski in grafični šoli Ljubljana. Trenutno študira na Akademiji za likovno umetnost in oblikovanje, UL (ALUO) ter obiskuje tudi program na Akademiji za gledališče, radio, film in televizijo (AGRFT). Svoja doživetja in življenjske izkušnje predeluje skozi umetniška dela, pri čemer se loteva psiholoških in družbenih tem ter kritično razmišlja o svetu in sebi.

## Filmska in umetniška dela

### Filmografija
- Mali jaz, Egotrip (2022) - režija, scenarij, snemanje, montaža, dialogi[2]
- Paraphilia (2023) - režija, scenarij, produkcija[3]
- Noesis (2025) - režija, scenarij, produkcija

Poleg tega se je pojavila tudi kot igralka v filmu Ni vlak prepozen (2023), kjer je upodobila lik Smrt/Tyana.

### Ostali nastopi
Tyana se je pojavila v pogovoru za festival Angaelica’s Filmmaker Conversations (2020, TV serija) kot intervjuvanka.

## Umetniška intermedijska dela
Tyana je aktivna tudi na področju intermedijske umetnosti. Skupaj z umetnikom Tomažem Pavškom je kot soavtorica prejela prvo nagrado na 29. mednarodnem festivalu računalniške umetnosti (MFRU 2023) za projekt iHuman. Gre za konceptualno delo, ki skozi dialog med človekom in umetno inteligenco obravnava vprašanja digitalizacije, telesnosti in prihodnosti tehnologije v človeških odnosih.
Skupaj sta pripravila tudi razstavo Utelešenje, ki je bila na ogled v Kulturnem inkubatorju v Mariboru konec leta 2024. Razstava je interaktivne narave in raziskuje presečišče ženskega telesa, umetne inteligence in animacije, obiskovalce pa spodbuja k razmišljanju o identiteti, tehnologiji in ženskosti.